# Озёрная бадяга
Озёрная бадя́га, озёрная бодя́га (лат. Spongilla lacustris) — вид пресноводных губок семейства бадяг.
Ареал охватывает умеренный пояс Евразии и Индостан.
Пресноводный вид. Местом обитания являются участки рек со слабым течением или карьеры с чистой водой. Колонии вида приурочены к определённым типам погружённых предметов, образуют наросты на водных растениях. Озёрная бодяга — биофильтратор, питается микроорганизмами и остатками органических веществ.
Особи раздельнополые, оплодотворение внутреннее. Личинка оставляет тело матери и несколько часов (реже 1-2 суток) плавает в воде, после чего, прикрепившись к водному субстрату, развивается во взрослую губку. Вид обладает способностью к регенерации. Бесполое размножение происходит с помощью геммул, которые зимуют на дне водоёмов.